# Peodes nicobarensis
Peodes nicobarensis är en tvåvingeart som först beskrevs av Ignaz Rudolph Schiner 1868.  Peodes nicobarensis ingår i släktet Peodes och familjen styltflugor. Inga underarter finns listade i Catalogue of Life.